# Benjamin Ingrosso
Benjamin Daniele Wahlgren Ingrosso (Danderyd, 14 settembre 1997) è un cantautore e produttore discografico svedese di origini italiane.
Ha rappresentato la Svezia all'Eurovision Song Contest 2018 col brano Dance You Off, con cui è arrivato 7º con 274 punti.

## Biografia
Si fa conoscere dal pubblico come cantante bambino, partecipando nel 2006, a 9 anni, al Lilla Melodifestivalen con il brano Hej Sofia con il quale ha vinto la competizione. Successivamente con il medesimo brano ha rappresentato la Svezia al MGP Nordic, classificandosi quarto.
Nel 2007, pubblica una cover del singolo Jag är en astronaut, brano di Linus Wahlgren con il quale raggiunge la seconda posizione delle classifiche svedesi. Tra il 2008 e 2009, recita nel musical svedese Hujeda mej vá många sånger. All'Eldsjälsgala nel 2009 Benjamin e sua madre Pernilla Wahlgren hanno eseguito un medley delle canzoni dei Jackson 5 tradotte in lingua svedese. Alla fine del 2009 ha interpretato Rasmus nella commedia Rasmus på luffen insieme a Markoolio.
Nel 2014 Ingrosso partecipa e vince la versione svedese di Ballando con le stelle, affiancato dalla ballerina Sigrid Bernson.
Nel 2017, prende parte al Melodifestivalen, il programma di selezione svedese per l'Eurovision Song Contest, con il brano Good Lovin.  Dopo essersi qualificato, dalla seconda semifinale, direttamente alla serata finale alla Friends Arena, si è classificato quinto su dodici partecipanti.
Nel 2018 ha partecipato nuovamente al Melodifestivalen, questa volta con il brano Dance You Off. Proprio come l'anno precedente, si qualifica direttamente alla serata finale, sempre alla Friends Arena, dove viene proclamato vincitore essendo arrivato primo sia nel voto delle giurie sia quello del pubblico. Questo gli concede il diritto di rappresentare la Svezia all'Eurovision Song Contest 2018 a Lisbona.
L'artista si è esibito nella seconda semifinale della manifestazione, ottenendo la qualificazione alla finale, classificandosi secondo con 254 punti. Durante la serata finale, tenutasi il 12 maggio 2018, Benjamin si è classificato al settimo posto con 274 punti.
Dopo la partecipazione alla kermesse europea, collabora con il duo francese Ofenbach nella composizione del brano Paradise di cui ne è la voce principale, e con il quale si esibisce durante la finale di Miss Italia 2018. Il 28 settembre 2018, rilascia il suo primo album in studio Identification.
Prende parte all'undicesima edizione del reality show Så mycket bättre.
Nel gennaio 2021 pubblica il suo secondo album in studio En gång i tiden. Il disco ha un seguito, intitolato En gång i tiden (del 2), uscito nell'aprile seguente.
Nel gennaio 2024, pubblica il suo nuovo brano Kite, che ottiene molto successo (soprattutto in Italia). Nel marzo successivo è stato pubblicato la versione remix del brano, con Ingrosso accompagnato da Olly Alexander, rappresentante del Regno Unito all'Eurovision Song Contest 2024.

## Vita privata
Benjamin è figlio dell'ex ballerino Emilio Ingrosso e della cantante Pernilla Wahlgren; suo fratello Oliver e sua sorella Bianca sono anch'essi dei cantanti. È cugino di primo grado di Sebastian Ingrosso (figlio dello zio Vito), DJ e membro degli Swedish House Mafia e degli Axwell Ʌ Ingrosso, è nipote di Charlotte Perrelli (ex moglie di suo zio Nicola e vincitrice dell'Eurovision Song Contest 1999). Da parte paterna è cugino del cantante lirico basso-baritono Graziano De Pace. Tramite suo zio Vito, Benjamin è anche cugino di Diodato. È nipote degli attori Hans Wahlgren  e Christina Schollin.

## Discografia

### Album in studio
- 2018 – Identification
- 2021 – En gång i tiden
- 2021 – En gång i tiden (del 2)
- 2022 – Playlist
- 2024 – Pink Velvet Theatre

### Singoli
- 2006 – Hej Sofia
- 2007 – Jag är en astronaut
- 2015 – Fall in Love
- 2015 – Crystal Clear
- 2015 – Home for Christmas
- 2016 – Love You Again
- 2017 – Good Lovin'
- 2017 – Do You Think About Me
- 2017 – One More Time
- 2018 – Dance You Off
- 2018 – Tror du att han bryr sig (con Felix Sandman)
- 2018 – I Wouldn't Know
- 2018 – Behave
- 2019 – All Night Long (All Night)
- 2019 – Happy Thoughts (con Felix Sandman)
- 2019 – Costa Rica
- 2020 – The Dirt
- 2020 – Shampoo
- 2021 – Flickan på min gata
- 2021 – VHS (con Cherrie)
- 2021 – Allt det vackra
- 2021 – Smile
- 2021 – Not Anybody's Fault
- 2021 – Sarah
- 2021 – En dag när du blir stor
- 2021 – Man on the Moon (con Alan Walker)
- 2022 – Queens
- 2022 – Black & Blue (con Hugel)
- 2022 – Dancing on a Sunny Day
- 2023 – To Love Somebody (con Carola)
- 2023 – I Had It All and Let It Go
- 2024 – Kite (solo o feat. Olly Alexander)
- 2024 – Better Days
- 2024 – Honey Boy (con Purple Disco Machine feat. Nile Rodgers e Shenseea)
- 2024 – Look Who's Laughing Now
- 2024 – All My Life
- 2024 – Back to You

#### Come featuring
- 2018 – Paradise (Ofenbach feat. Benjamin Ingrosso)
- 2021 – I Found You (Vantage feat. Benjamin Ingrosso)
- 2022 – Komma över dig (Petter feat. Benjamin Ingrosso)
- 2022 – Som ett minne blott (Norlie & KKV feat. Benjamin Ingrosso)